# 金巧巧
金巧巧（1975年4月21日—），中國大陸女演員，歌手，主持人，影視製片人。畢業於北京电影学院表演系本科。
曾多次在電視劇擔演公主角色，包括《西遊記》孔雀公主、《春光燦爛豬八戒》長二公主、《薛仁貴傳奇》昭陽公主、《楊貴妃秘史》玉真公主等。2000年憑《走過柳源》榮獲中國大眾電視最受歡迎女演員，2003年成立工作室推出《佳人有約》；2010年4月25日發行首張音樂專輯《只要你快樂》全面發展成為全能女藝人。

## 個人

### 學歷
- 1986年6月—1993年6月沈阳音乐学院舞蹈学校芭蕾科
- 1993年9月—1994年6月北京舞蹈学院芭蕾舞系
- 1994年9月—1998年6月北京电影学院表演系

### 經歷
1993年拍摄MV林依轮《透过开满鲜花的月亮》担任女主角而出道。凭饰演《走过柳源》中夏莲一角，获第十七届电视金鹰奖最佳女配角提名。1999年，获金鹰奖最佳女配角提名。2010年再次在《杨贵妃秘史》中扮演玉真公主李持盈。

### 感情
2002年金巧巧与香港艺人吴启华相恋两年後，為羅泳嫻介入而分手。次年爆出吴启华召妓事件，金巧巧力撐前男友人品。
2011年，金巧巧与博纳影业集团总裁于冬相恋，2013年奉子成婚，同年8月9日生下女兒「小西瓜」，2017年生下兒子「小太陽」。2021年年中，金巧巧与于冬離婚。

## 作品

### 電影
| 年度   | 劇名                         | 角色   | 備註     |
| 1995年 | 《赢家》                     | 馬娜娜 |          |
| 1995年 | 《罪惡》                     | 秦艷梅 |          |
| 2002年 | 《追剿魔頭》                 | 田阿莓 |          |
| 2007年 | 《明星夢》                   | 李紅霞 |          |
| 2008年 | 《機密行動》                 | 安順愛 |          |
| 2009年 | 《大樹》                     | 丁蘭   |          |
| 2009年 | 《城市名片》                 | 葉子青 |          |
| 2009年 | 《情系梧桐》                 | 龍阿娣 |          |
| 2009年 | 《天下太忙》                 | 秦文   |          |
| 2009年 | 《美麗媽媽》                 | 碧心   |          |
| 2009年 | 《佛光寺傳奇》               | 梅玉瑩 |          |
| 2010年 | 《睡美人》                   |        |          |
| 2011年 | 《大愛凝天》                 | 護士長 |          |
| 2011年 | 《楊門女將之軍令如山》       | 楊三娘 |          |
| 2015年 | 《賭城風雲II》               |        |          |
| 2015年 | 《默守那份情》               |        |          |
| 2016年 | 《龍拳小子》                 | 林母   | 客串     |
| 2017年 | 《合约男女》                 | 蘇菲   |          |
| 2017年 | 《胡杨的夏天》               | 金總   |          |
| 2018年 | 《天梦》                     |        |          |
| 2019年 | 《梦想之城》                 | 北北   |          |
| 2020年 | 《真假美猴王之大圣无双》     |        |          |
| 2022年 | 《阴阳镇怪谈》               | 何三姑 | 网络电影 |
| 2022年 | 《追光》                     |        |          |
| 2023年 | 《爸爸，我懂你了》           | 郭书记 |          |
| 2023年 | 《驱邪》                     | 四姨太 | 网络电影 |
| 2024年 | 《末日战士》                 | 陈立青 | 网络电影 |
| 2024年 | 《江南：在爱开始的地方等你》 | 华姐   |          |

### 電視劇
| 年度   | 劇名                 | 角色       | 備註                             |
| 1995年 | 《雨天有故事》       | 邱紅       |                                  |
| 1996年 | 《總督張之洞》       | 小桃紅     |                                  |
| 1996年 | 《愛的灣道》         | 喬婷婷     |                                  |
| 1996年 | 《魚鷹王》           | 菱花       |                                  |
| 1997年 | 《燕子李三》         | 秋紅       |                                  |
| 1997年 | 《新亂世佳人》       | 董潤玉     |                                  |
| 1997年 | 《希望》             | 左薇       |                                  |
| 1997年 | 《巡警日記》         | 依丹       |                                  |
| 1997年 | 《千秋家國夢》       | 櫻子       |                                  |
| 1998年 | 《滄海桑田一百年》   | 容容       |                                  |
| 1998年 | 《走過柳源》         | 夏蓮       | 第十七屆電視金鷹獎最佳女配角提名 |
| 1998年 | 《豐園餐廳》         | 周麗       |                                  |
| 1999年 | 《有多少愛可以重來》 | 陳詠儀     |                                  |
| 1999年 | 《西遊記續集》       | 孔雀公主   |                                  |
| 1999年 | 《深圳不了情》       | 九香       |                                  |
| 1999年 | 《春光燦爛豬八戒》   | 龍二公主   |                                  |
| 2000年 | 《欲望》             | 白玲       |                                  |
| 2000年 | 《濟公傳奇》         | 平陽公主   |                                  |
| 2000年 | 《都市情感》         | 葉紅       |                                  |
| 2000年 | 《被告》             | 金玉       |                                  |
| 2001年 | 《陳真後傳》         | 洪婧梅     |                                  |
| 2001年 | 《紅與黑》           | 江雪       |                                  |
| 2002年 | 《探長歐光慈》       |            |                                  |
| 2002年 | 《絕世雙驕》         | 郭若蘭     |                                  |
| 2003年 | 《佳人有約》         | 林傲雪     | 總監製                           |
| 2003年 | 《飛刀問情》         | 唐蜜       |                                  |
| 2003年 | 《國色天嬌》         | 茶花       |                                  |
| 2004年 | 《誰是最愛你的人》   | 趙蘭       |                                  |
| 2004年 | 《喜氣洋洋豬八戒》   | 紅梅傲雪   |                                  |
| 2005年 | 《爸爸不容易》       | 程瑩娟     |                                  |
| 2005年 | 《太祖秘史》         | 那齊婭     |                                  |
| 2005年 | 《終極玄機》         | 珊妮       |                                  |
| 2005年 | 《愛我就給我一个家》 | 何茹       |                                  |
| 2006年 | 《夢想的天空》       | 趙合       |                                  |
| 2006年 | 《薛仁貴傳奇》       | 昭陽公主   |                                  |
| 2006年 | 《封神榜之鳳鳴岐山》 | 姜皇后     |                                  |
| 2006年 | 《愛上朱大海》       | 果果       |                                  |
| 2007年 | 《關東情》           | 王霞       |                                  |
| 2007年 | 《馬大姐新傳》       | 倪阿怡     |                                  |
| 2007年 | 《鑑真東渡》         | 吳玉蘭     |                                  |
| 2008年 | 《县長老葉》         | 乖乖       |                                  |
| 2008年 | 《結髮夫妻》         | 方卉       |                                  |
| 2009年 | 《賢妻良母》         | 婷婷       |                                  |
| 2009年 | 《當兵的人》         | 姚秀禾     |                                  |
| 2009年 | 《闖關東中篇》       | 秋雲       |                                  |
| 2009年 | 《那个年代》         | 張素芳     |                                  |
| 2009年 | 《楊貴妃秘史》       | 玉真公主   |                                  |
| 2009年 | 《老大的幸福》       | 徐小南     |                                  |
| 2010年 | 《冰是睡着的水》     | 戲劇老師   |                                  |
| 2010年 | 《金沙》             | 蚕姑公主   |                                  |
| 2012年 | 《楚留香新傳》       | 艾青       |                                  |
| 2013年 | 《唐朝浪漫英雄》     | 梨花舞     |                                  |
| 2013年 | 《陸貞傳奇》         | 杜司儀     |                                  |
| 2013年 | 《戎裝女人》         | 明可寧     |                                  |
| 2015年 | 《俺娘田小草》       | 宋丽君     |                                  |
| 2016年 | 《香山奇緣》         | 吳貴妃     | 2011年拍攝                       |
| 2016年 | 《红星照耀中国》     | 胡济邦     | (客串)                           |
| 2016年 | 《我的继父是偶像》   | 韩玉萍     |                                  |
| 2017年 | 《孤芳不自賞》       | 仁德太后   | 客串                             |
| 2018年 | 《古剑奇谭2》        | 紅珊       | 網絡劇                           |
| 2018年 | 《我的青春也灿烂》   | 成年李丽莉 | 客串，網絡劇                     |
| 2019年 | 《重耳傳奇》         | 允姬       |                                  |
| 2023年 | 花戎                 | 天后       | 網絡劇                           |
| 2025年 | 《冰蓝遇见暖黄》     | 龙女       | 網絡短劇                         |
| 2025年 | 骄阳似我             |            |                                  |

### 综艺
- 2021年 《乘风破浪的姐姐 (第二季)》 选手

### 話劇
- 2007年《下一个就是你》女主角

### 春晚
- 2010年 《北京卫视》演唱歌曲《花仙子》
- 2010年 《东方卫视》表演小品《虎年打唬》合作演员：范明、喻恩泰

### MV
- 1993年林依轮《透过开满鲜花的月亮》
- 1999 年屠洪刚《霸王别姬》
- 2007年刘欢《丁香雨》
- 2007年群星《鼠来宝》
- 2007年黑龙《我爱你你却爱着他》

### 杂志封面
- 1999年《当代电视》第12期
- 2001年《大众电影》第3期
- 2004 年《人物周刊》第5期
- 2005年《美与时代》第10期
- 2006年《私人理财》龙源期刊
- 2007年《影视》第2期
- 2007年《完美居家》第7期
- 2007年《STILE 家居》第17期
- 2008年《美人志》第6期
- 2008年《时尚COSMOPOLITAN》
- 2008年《数字生活》7月刊封面
- 2008年《精品购物指南》
- 2009年《格调》
- 2009年《小康杂志》

## 音樂作品

### 專輯
- 2010年4月25日 《只要你快乐》

1. 只要你快乐
2. 巧克力
3. 如果爱只是一场婚礼
4. 你是我的新郎我是你的新娘
5. 不想说再见
6. 挚爱
7. 盛开的希望
8. 只要你快乐（伴奏）
9. 巧克力（伴奏）
10. 如果爱只是一场婚礼（伴奏）
11. 盛开的希望（伴奏）

### 影視歌曲
- 2003年《佳人有约》片尾曲 《一千颗星》 金巧巧、罗中旭
- 2008年《结发夫妻》插曲《别在说你爱着我》

## 投資
- 2003年成立“巧巧影视文化传播有限公司”
- 2003年并推出电视剧《佳人有约》

## 榮譽
- 1999年荣获第十七届中国金鹰“优秀女配角”提名
- 1999年《走过柳源》荣获“第19届飞天奖长篇电视剧”一等奖
- 2000年《中国大众电影》我最喜爱的“影视明星”
- 2005年全国爱委会“健康之星”
- 2007年《雅士利天下无双》冠军
- 2007年中国红十字志愿者
- 2007年《明星梦》荣获“优秀影片奖”
- 2007年“十大魅力人物”提名
- 2008年荣获第二届中国演艺界“十大孝子称号”
- 2008年“奥运明星志愿者”
- 2009年《舞林大会》全国总决赛12强
- 2009年《影视60周年岁月与光芒》荣获“最佳女演员”
- 2009年《妆变百年》星耀底妆榜样

## 形象大使
- 2003年《北京娱乐信报》“利群阳光”爱心大使
- 2004年“爱心圣水”公益中国形象大使
- 2005年沈阳市“慈善大使”
- 2005年河南省青年志愿者“形象大使 ”
- 2006年“太阳村”爱心公益大使
- 2007年母婴平安120行动“爱心大使”
- 2007年中国警察汽车拉力赛“形象大使”
- 2007年“希望工程”爱心大使
- 2008年“第12届世界旅游小姐中国区总决赛”形象大使
- 2008年公益中国明星“形象大使”
- 2009年济南市社会福利院“形象大使”
- 2009年北京道路交通安全“宣传大使”
- 2009年“母婴平安120行动”爱心之星
- 2009年“地球绿色环保世界小姐大赛”形象大使
- 2010年“中国甘泉基金”形象大使
- 2010年“2010中国慈善明星榜年度慈善明星”